# The Limelight
The Limelight war der Name einer Reihe von Clubs des kanadischen Gastronomen Peter Gatien (* 1952).

## Die Clubs
Das erste Limelight wurde in den 1970er Jahren in Hollywood (Florida) eröffnet. Nach einigen Jahren Betrieb wurde das Gebäude durch einen Brand zerstört.
1980 wurde das zweite Limelight in Atlanta eröffnet. Es entwickelte sich zum „Hot Spot“, nicht zuletzt durch Partys des Magazins Interview, bei denen Prominente wie Andy Warhol, Grace Jones oder Debbie Harry gesichtet wurden. Er schloss 1985.
In New York City entstand 1983 der bekannteste Limelight-Club. In einer ehemaligen Episkopalkirche des Architekten Richard Upjohn von 1844 an der Sixth Avenue startete man mit Disco- und Rockveranstaltungen. Auch viele bekannte Livebands und Electronic-acts traten auf. In den 1990er Jahren wandelte sich das Konzept zu Techno und Industrial. Unter dem Dach entstand ein von HR Giger gestalteter VIP-Room. Aufgrund von Razzien musste der Club mehrmals schließen. Von 2003 bis 2007 wurde unter dem Namen Avalon noch einmal ein ähnlicher Club an dieser Stelle geführt. Seit 2010 beherbergt der Ort das Edel-Einkaufscenter Limelight Marketplace. 2011 erschien eine Filmdokumentation über das New Yorker Limelight, produziert von Jen Gatien, der Tochter des Limelight-Gründers Peter Gatien.
In Chicago existierte von 1985 bis 1989 ein weiterer Club in einem historischen Bauwerk der Chicago Historical Society. Danach zog die Großraumdiskothek Excalibur in die Räumlichkeiten.
In London eröffnete der Club 1986 in einer ehemaligen Presbyterianischen Kirche von 1888 an der Shaftesbury Avenue. 2003 wurde der Clubbetrieb eingestellt.